# Équipe du Brésil masculine de handball aux Jeux olympiques d'été de 2016
Cet article relate le parcours de l'équipe du Brésil masculine de handball lors des Jeux olympiques de 2016 ayant lieu dans le pays même. Il s'agit de la 5e participation du Brésil aux Jeux olympiques.
Grâce notamment à sa victoire face à l'Allemagne, champion d'Europe en titre et futur demi-finaliste de la compétition, les Brésiliens parviennent à sa qualifier pour les quarts de finale où ils sont battus par les Français, futur finaliste.

## Maillots
L'équipe du Brésil porte pendant les Jeux de Rio de Janeiro un maillot confectionné par l'équipementier ASICS.
| Couleurs  | Jeune, vert, bleu |           |
| Marque    | ASICS             |           |
| Maillot 1 | Maillot 2         | Maillot 3 |

## Qualifications
En tant que pays organisateur, l'Équipe du Brésil masculine de handball est directement qualifiée.

## Matchs de préparation
| Équipe 1 | Résultat | Équipe 2 |
| -------- | -------- | -------- |
| Danemark | 26-26    | Brésil   |
| Brésil   | Annulé   | Danemark |

## Résultats

### Phase de groupe
Remarque : toutes les heures sont locales (UTC−3). En Europe (UTC+2), il faut donc ajouter 5 heures.
|   | Équipe    | Pts | J | G | N | P | Bp  | Bc  | Diff | Dép |
| - | --------- | --- | - | - | - | - | --- | --- | ---- | --- |
| 1 | Allemagne | 8   | 5 | 4 | 0 | 1 | 153 | 141 | 12   | +3  |
| 2 | Slovénie  | 8   | 5 | 4 | 0 | 1 | 137 | 126 | 11   | -3  |
| 3 | Brésil    | 5   | 5 | 2 | 1 | 2 | 141 | 150 | -9   | -   |
| 4 | Pologne   | 4   | 5 | 2 | 0 | 3 | 139 | 140 | -1   | -   |
| 5 | Égypte    | 3   | 5 | 1 | 1 | 3 | 129 | 143 | -14  | -   |
| 6 | Suède     | 2   | 5 | 1 | 0 | 4 | 132 | 131 | 1    | -   |

|  | Qualifié pour les quarts de finale                                                                                     |
|  | Éliminé |
|  | Pts points ; J joués ; G victoires ; N nuls ; P défaites BP buts marqués ; BC buts encaissés ; Diff différence de buts |

| 7 août 2016 16 h 40 | Pologne         | 32 - 34   | Brésil        | Future Arena, Rio de Janeiro Arbitrage : Nachevski, Nikolov |
| 7 août 2016 16 h 40 | Michał Daszek 8 | (13 - 16) | José Toledo 7 | Future Arena, Rio de Janeiro Arbitrage : Nachevski, Nikolov |
| 7 août 2016 16 h 40 | ×4 ×5           | Rapport   | ×3 ×6         | Future Arena, Rio de Janeiro Arbitrage : Nachevski, Nikolov |

| 9 août 2016 16 h 40 | Brésil          | 28 - 31   | Slovénie    | Future Arena, Rio de Janeiro Arbitrage : Gjeding, Hansen |
| 9 août 2016 16 h 40 | Fábio Chiuffa 8 | (13 - 16) | Blaž Janc 6 | Future Arena, Rio de Janeiro Arbitrage : Gjeding, Hansen |
| 9 août 2016 16 h 40 | ×2 ×6           | Rapport   | ×2 ×13 ×2   | Future Arena, Rio de Janeiro Arbitrage : Gjeding, Hansen |

| 11 août 2016 16 h 40 | Brésil          | 33 - 30   | Allemagne           | Future Arena, Rio de Janeiro Arbitrage : Horáček, Novotný |
| 11 août 2016 16 h 40 | Fábio Chiuffa 8 | (17 - 16) | Häfner, Reichmann 6 | Future Arena, Rio de Janeiro Arbitrage : Horáček, Novotný |
| 11 août 2016 16 h 40 | ×2 ×4 ×1        | Rapport   | ×4 ×5 ×1            | Future Arena, Rio de Janeiro Arbitrage : Horáček, Novotný |

| 13 août 2016 16 h 40 | Égypte           | 27 - 27   | Brésil                              | Future Arena, Rio de Janeiro Arbitrage : Lah, Sok |
| 13 août 2016 16 h 40 | Ahmed El-Ahmar 9 | (15 - 13) | Teixeira, Pozzer, Soares, Langaro 4 | Future Arena, Rio de Janeiro Arbitrage : Lah, Sok |
| 13 août 2016 16 h 40 | ×3 ×7            | Rapport   | ×4 ×2                               | Future Arena, Rio de Janeiro Arbitrage : Lah, Sok |

| 15 août 2016 14 h 40 | Suède             | 30 - 19   | Brésil        | Future Arena, Rio de Janeiro Arbitrage : Santos, Fonseca |
| 15 août 2016 14 h 40 | Philip Stenmalm 6 | (16 - 10) | José Toledo 4 | Future Arena, Rio de Janeiro Arbitrage : Santos, Fonseca |
| 15 août 2016 14 h 40 | ×4                | Rapport   | ×2 ×3         | Future Arena, Rio de Janeiro Arbitrage : Santos, Fonseca |

### Quart de finale
| 17 août 2016 10 h 00 | France           | 34 - 27   | Brésil               | Future Arena, Rio de Janeiro Arbitrage : Horáček, Novotný |
| 17 août 2016 10 h 00 | Michaël Guigou 8 | (16 - 16) | Thiagus dos Santos 7 | Future Arena, Rio de Janeiro Arbitrage : Horáček, Novotný |
| 17 août 2016 10 h 00 | ×2 ×3            | Rapport   | ×3 ×4                | Future Arena, Rio de Janeiro Arbitrage : Horáček, Novotný |

## Statistiques et récompenses

### Récompenses
Aucun joueur brésilien ne figure dans l'équipe-type de la compétition.